# L'Étoile du matin (Holmès)
L'Étoile du matin est une mélodie d'Augusta Holmès composée en 1897.

## Composition
Augusta Holmès compose L'Étoile du matin en 1897 sur un poème écrit par elle-même. La dédicace est faite à Meyrianne Héglon, chanteuse à l'Opéra. L'œuvre est en sol majeur. Elle a été publiée aux éditions Durand & Fils.